# Литлтон (Колорадо)
Ли́тлтон (англ. Littleton) — город в штате Колорадо, США. Город расположен на территории сразу трёх округов: Арапахо, Джефферсон и Дуглас. Население — 41 737 чел. (по переписи 2010 года).

## География
Литлтон расположен посередине между Великими Равнинами и Скалистыми горами, на высоте свыше 1600 м над уровнем моря. Город входит в состав агломерации Денвера. Площадь — 36,1 км², из которых 35 км² приходится на сушу и 1,1 км² — на водную поверхность. С севера вплотную граничит с городом Лейквуд.

## История
История города начинается в 1859 году и связана с Золотой лихорадкой Пайкс-Пик. Вместе с золотоискателями на новые земли приходили торговцы и фермеры. По мере роста поселения и будущего мегаполиса Денвера появилась необходимость в проведении водных каналов для снабжения фермерских хозяйств и предприятий, что было затруднительно в условиях местного засушливого климата. Значительный вклад в развитие этой системы внёс молодой инженер Ричард Салливан Литл из Нью-Гемпшира.
После того, как Литл обзавёлся в этом районе землёй и домом, он перевёз сюда свою жену (которая здесь фактически излечилась от астмы, чему способствовал местный сухой и тёплый климат) в 1862 году. Здесь они занялись фермерством, а пять лет спустя, объединившись с соседними хозяйствами, построили мельницу, что на тот момент означало серьёзное экономическое подспорье для местных жителей. В 1872 году Литл решил оформить своё хозяйство как деревню Литлтон. Годом ранее здесь пролегла железная дорога Денвер — Рио-Гранде, и поселение началось быстро развиваться. К моменту провозглашения штата Колорадо (1 августа 1876) здесь уже были школы, магазины, церкви, отель и ряд других учреждений. 13 марта 1890 года 245 местных поселенцев голосованием постановили о преобразовании населённого пункта в город Литлтон (англ. Town of Littleton).
Новой вехой в развитии города стал 1902 год, когда округ Арапахо был разделён на три части: современные Дуглас, Джефферсон и собственно Арапахо. Тогдашний губернатор штата Джеймс Орман назначил Литлтон центром округа Арапахо. Наличествующая на тот момент довольно развитая экономика, а также выгодное географическое положение способствовали дальнейшему развитию города.
Сельское хозяйство продолжало доминировать в экономике города вплоть до начала Второй мировой войны. Начав с производства электротехнических и пневматических устройств, промышленность города освоила производство военной амуниции, а затем и наладила выпуск продукции аэрокосмической отрасли (1950-е — 1960-е гг.).

## Образование
В Литлтоне расположены такие крупные учебные заведения, как Старшая школа «Колумбайн», частная школа округа Джефферсон, Литлтоновская частная школа, Heritage High School и Options High School. Также в городе есть 4 средних и 16 начальных школ.

## Население
По данным переписи, проведённой в США в 2010 году, численность населения Литлтона составляет 41 737 человек. Для сравнения, по переписи 2000 года в городе проживало 40 340 человек, из них большинство (91,77 %) относятся к белой расе, на все остальные расовые группы населения приходится 8,23 %.

## Достопримечательности
К числу местных достопримечательностей относятся, в первую очередь, Хадсон-Гарденз, Таунхолл Артс-Сентер, Городской музей и мемориал Альферда Пакера.

## Города-побратимы
- Бига[англ.], Новый Южный Уэльс, Австралия[9]

## Известные жители и уроженцы
См. также Категория:Родившиеся в Литлтоне (Колорадо)
- Мелисса Бенойст — американская актриса и певица;
- Ричард Литл — основатель города;
- Дэвид Миллер — американский тенор, участник группы Il Divo;
- Дэйв Грузин — американский пианист, композитор, аранжировщик и продюсер;
- Росс Линч — американский танцор, певец, актёр, участник группы R5;
- Райкер Линч — американский певец, актёр, участник группы R5;
- Рокки Линч — участник группы R5;
- Райдел Линч — певица, участница группы R5;
- Шери Теппер (1929—2016) — американская писательница;
- Мэтт Стоун — американский режиссёр и актёр, соавтор сериала «Южный Парк»;
- Эрик Харрис и Дилан Клиболд — двое выпускников школы «Колумбайн», устроившие в ней в 1999 году массовое убийство.